# Stupeň ohrožení (biologie)
Stupeň ohrožení hodnotí šanci na přežití jednotlivých biologických taxonů. Při zařazování do kategorie se bere v potaz mnoho faktorů, nejen počet přeživších kusů, ale také přírůstky a úbytky v populaci během času, známé hrozby, možnosti odchovu v zajetí a tak dále.
U běžných druhů (SE) není žádné bezprostřední nebezpečí ohrožující přežití druhu. Příklady jsou např. člověk, kočka, pes.
Ohrožené druhy jsou v červených seznamech. Seznam vyhynulých druhů se nazývá černý seznam.

## Globální ohroženost podle červeného seznamu IUCN
Přehled stupňů ohrožení podle IUCN 3.1 z roku 2001 rozděluje všechny známé druhy do následujících kategorií:
| Stupeň | Popis | Příklady zástupců                                                                                       |
| ------ | --- | --- |
|        | LC – málo dotčený (Least Concern) se přiřazuje druhům, u nich jsou jen velmi malé nebo žádné obavy z vyhynutí.                                                                          | Kategorie:Málo dotčené taxony Encephalartos villosus • tučňák uzdičkový • orel mořský                   |
|        | NT – téměř ohrožený (Near Threatened) se přiřazuje druhům, které mohou být v blízké budoucnosti ohroženy vyhynutím, ale stále ještě nesplňují podmínky pro zařazení do stupně ohrožený. | Kategorie:Téměř ohrožené taxony mlok bradavičnatý • mravenec lesní                                      |
|        | VU – zranitelný (Vulnerable) se přiřazuje druhům, které čelí velkému nebezpečí vyhynutí ve střednědobém období, pokud se podmínky nezmění.                                              | Kategorie:Zranitelné taxony kakadu molucký • žralok bílý • ceratozamie mexická • slon africký • lev     |
|        | EN – ohrožený (Endangered) se přiřazuje druhům, které čelí vysokému riziku vyhynutí v blízké budoucnosti.                                                                               | Kategorie:Ohrožené taxony plejtvák obrovský • lemur kata • tygr indický • trnucha říční                 |
|        | CR – kriticky ohrožený (Critically Endangered) se přiřazuje druhům, které čelí bezprostřednímu nebezpečí vyhynutí v blízké budoucnosti.                                                 | Kategorie:Kriticky ohrožené taxony gaviál indický • mikrocykas krásný • tygr sumaterský                 |
|        | EW – vyhynulý v přírodě (Extinct in the Wild) se přiřazuje druhům, u kterých několik jedinců v zajetí stále přežívá, ale ve volné přírodě už nežijí/nerostou.                           | Kategorie:Taxony v přírodě vyhynulé píchoš Woodův • nosorožec tuponosý severní• lev berberský           |
|        | EX – vyhynulý (Extinct), se přiřazuje druhům, u kterých zbývající exemplář zemřel nebo je pokládán za mrtvý. IUCN stanovilo rok 1500 jako předěl pro moderně vyhynulé druhy.            | Kategorie:Vyhynulé taxony podle IUCN vakovlk tasmánský • dronte mauricijský • zebra kvaga • tygr jávský |
|        | DD – Chybí údaje (Data Deficient) se přiřazuje druhům, u kterých není k dispozici dostatek informací k zařazení do jedné z kategorií nebo chybí znalost o velikosti populace či hrozeb. | Kategorie:Nedostatek údajů podle IUCN arapaima velká                                                    |
|        | NE – Nevyhodnocený (Not Evaluated), se přiřazuje druhům, u kterých není dostatek dat k určení stupně ohrožení.                                                                          | Kategorie:Nevyhodnocené taxony hlemýžď kropenatý                                                        |

### Starší kategorie ohroženosti podle IUCN z roku 1994

Dřívější přehled kategorií ohroženosti podle IUCN 2.3 z roku 1994

Starší seznam IUCN z roku 1994 měl jenom jednu kategorii nižší riziko LR (lower risk), ale rozdělenou do třech podkategorií:
- téměř ohrožený – Near Threatened (LR/nt)
- málo dotčený – Least Concern (LR/lc)
- závislý na ochraně – Conservation Dependent (LR/cd)

V novém seznamu IUCN z roku 2001 se kategorie téměř ohrožený a málo dotčený osamostatnily. Kategorie závislý na ochraně byla zahrnuta pod kategorii téměř ohrožený.

## Národní hodnocení stupně ohrožení – červené seznamy

### Česko
V červených seznamech se v Česku používají kategorie: vyhynulý (A1), nezvěstný (A2), nejasný (A3), kriticky ohrožený (C1), silně ohrožený (C2), ohrožený (C3) a vyžadující další pozornost (C4).
Podle zákona o ochraně přírody krajiny 114/1992 Sb. rozlišuje vyhláška 395/1992 Sb. ve znění vyhlášky 175/2006 Sb. druhy kriticky ohrožené, silně ohrožené a ohrožené.

### Austrálie
Zde situaci upravuje Environment Protection and Biodiversity Conservation Act 1999.

### Německo
Kategorie stupně ohrožení používané v Německu:
- 0: vyhynulý (ausgestorben oder verschollen)
- 1: kriticky ohrožený (vom Aussterben bedroht)
- 2: silně ohrožený (stark gefährdet)
- 3: ohrožený (gefährdet)
- 4: téměř ohrožený (potenziell gefährdet)
- R: mimořádně vzácný (extrem selten)
- G: předpokládané ohrožení (Gefährdung anzunehmen)
- D: chybí údaje (Daten mangelhaft)
- V: předběžně na seznamu (Vorwarnliste)
- +: regionálně více ohrožený (regional stärker gefährdet)
- −: regionálně slaběji ohrožený (regional schwächer gefährdet)

Viz také Spolkové nařízení o ochraně druhů Bundesartenschutzverordnung.

### Spojené státy americké
Na základě zákona The Endangered Species Act je vytvořen seznam ohrožených druhů Endangered Species List.